# Barque sortant du port de Trouville
Barque sortant du port de Trouville (Deutsch: Boot, den Hafen von Trouville verlassend) ist ein französischer Kurzfilm von Georges Méliès aus dem Jahr 1896. Der Film gilt als verschollen. Über die Handlung oder die Aufnahmetechnik ist nichts bekannt.
Der 20 m lange Film gehört zur Gruppe der Reisefilme des Regisseurs.  In dem Film spiegelt sich die Metaphorik von Ankunft und Abfahrt. Bahnhöfe, Flüssen und Häfen hatten eine große Anziehungskraft auf ihn und andere zeitgenössische Künstler wie Camille Pissarro und Claude Monet.